# Wilhelm Volk
Wilhelm Volk, Pseudonym Ludwig Clarus, (* 25. Januar 1804 in Halberstadt; † 17. März 1869 in Erfurt) war ein deutscher Regierungsrat, Autor und Übersetzer.

## Leben
Volks Vater war Anwalt und lutherischen Bekenntnisses. Volk besuchte zunächst die Schulen in Halberstadt und Magdeburg. Ab 1823 studierte er an der Universität Göttingen und der Universität Berlin Rechtswissenschaft. 1826 wurde er in Magdeburg Auskultator und 1829 Referendar. In Berlin begegnete er 1832 Georg Philips, den er in München öfters besuchte, wo er auch Clemens Brentano und Joseph Görres kennenlernte. Sie begeisterten ihn für das Studium der Mystik- und der Legendenforschung. 1838 wurde er Regierungsrat in Erfurt. Im Jahr 1855 konvertierte er zum Katholizismus. Seine innere Wandlung beschreibt er in Simeon, Wanderungen und Heimkehr eines christlichen Forschers (3 Bde., 1862–1863). 1858 ging er in den Ruhestand.

## Schriften
Neben zahlreichen religiösen Broschüren verfasste er einige, teils sehr umfangreiche Biographien über Heilige und Übersetzungen aus dem Lateinischen, Italienischen, Spanischen und Schwedischen.

### Übersetzungen
- Katharina von Gebersweiler: Lebensbeschreibungen der ersten Schwestern des  Klosters der Dominikanerinnen zu Unterlinden In: Reliquien aus dem Mittelalter Band IV. Georg Joseph Manz, Regensburg, 1863 Digitalisat via mdz-nbn-resolving.de